# Joachaz
Joachaz (Hebreeuws"  יְהֹואָחָז, jəhô’āḥāz, "JHWH heeft (hem) vastgepakt") was 3 maanden lang koning van het koninkrijk Juda, naar men tegenwoordig aanneemt in het jaar 609 v.Chr. Hij was zoon en opvolger van Josia. Zijn moeder was Hamutal, de dochter van Jirmeja, uit Libna. Over zijn leven valt in de Hebreeuwse Bijbel te lezen in 2 Koningen 23 en in 2 Kronieken 36, waar hij een slechte koning wordt genoemd.
Joachaz heette bij zijn geboorte Sallum ("hij is gegeven als vervanger"). Hij was 23 toen hij gekozen werd tot opvolger van zijn vader, die in een oorlog tegen de Egyptische farao Necho II sneuvelde. De verkiezing van Sallum was opvallend, want zijn broer Eljakim was enkele jaren ouder. Bij zijn aantreden nam Sallum de naam Joachaz aan.
Toen de Egyptische farao hoorde dat Juda Joachaz had gekozen tot koning, viel Necho II Juda binnen en nam Joachaz gevangen. Zijn broer Eljakim werd door de Egyptenaren op de troon gezet. Eljakim kreeg de naam Jojakim van de Egyptenaren. Juda kreeg van Egypte een zware schatting opgelegd.
Joachaz werd afgevoerd naar Ribla in Hamat en overleed daar later. Hij was daarmee de eerste koning van Juda die in ballingschap is overleden. De profeet Jeremia treurde over het lot van Joachaz.